# Heteronyx scalptus
Heteronyx scalptus är en skalbaggsart som beskrevs av Thomas Blackburn 1890. Heteronyx scalptus ingår i släktet Heteronyx och familjen Melolonthidae. Inga underarter finns listade i Catalogue of Life.